# Putumayo Airport
Putumayo Airport är en flygplats i Ecuador.   Den ligger i provinsen Sucumbíos, i den nordöstra delen av landet, 290 km öster om huvudstaden Quito. Putumayo Airport ligger 234 meter över havet.
Terrängen runt Putumayo Airport är platt. Runt Putumayo Airport är det mycket glesbefolkat, med 2 invånare per kvadratkilometer. I omgivningarna runt Putumayo Airport växer i huvudsak städsegrön lövskog.